# Helen Reddy
Pour les articles homonymes, voir Reddy.
Helen Reddy, est une chanteuse, actrice, compositrice et féministe australo-américaine, née le 25 octobre 1941 à Melbourne, (Victoria, Australie), et morte le 29 septembre 2020 à Los Angeles, (Californie, États-Unis).

## Biographie

### Jeunesse & enfance
Helen Maxine Lamond Reddy est née le 25 octobre 1941 à Melbourne, (Victoria, Australie), dans une famille d'artistes, fille de la chanteuse, danseuse et actrice dans des feuilletons télé Stella Campbell (née Lamond) et de Maxwell David "Max" Reddy, un écrivain, producteur et acteur,. Encore enfant, elle tente de commencer une carrière d'artiste, poussé par ses parents. Entre 12 et 17 ans, elle décide  que ce n'est pas une voie qui l'intéresse. À l'âge de 12 ans, en raison des tournées nationales constantes de ses parents et de leurs disputes, elle va vivre avec sa tante paternelle alors que ses parents sont en tournée. Puis, après quelques années, elle revient dans le foyer familial. En 1960, elle quitte Melbourne pour Sydney. Elle y a une liaison «tumultueuse», et devient mère célibataire, avec une fille, Traci.
Puis pour subvenir aux besoins de sa fille, elle reprend une carrière de chanteuse. Ayant gagné un billet pour New York, elle s'expatrie aux États-Unis, avec sa fille âgée de trois ans et sans permis de travail. Ses débuts sont difficiles. Un mariage lui permet d'obtenir le droit de travailler et de vivre aux États-Unis, et d'être deux pour élever son enfant. Elle déménage de New York à Chicago et, par la suite, à Los Angeles, où elle fait ses premiers singles One Way Ticket et I Believe in Music en 1968 et 1970, respectivement. La face B de ce dernier single, I Don't Know How to Love Him (une reprise d'un morceau du spectacle Jesus Christ Superstar) atteint la 8e place du palmarès pop canadien par exemple, et elle signe chez Capitol Records un an plus tard. En 1972, son single I Am Woman atteint la première place du Billboard Hot 100 en décembre. I Am Woman vaut également à Reddy un Grammy Award pour la meilleure performance vocale pop féminine.
Au cours des cinq années qui suivent son premier succès, Helen Reddy obtient à nouveau plus d'une douzaine de succès dans le top 40 américain, dont deux autres numéros un : une ballade country d'Alex Harvey, Delta Dawn, et Angie Baby d'Alan O'Day. Fin 1975, Helen Reddy effectue une tournée en Asie de l'Est, en Australie et en Nouvelle-Zélande, et récolte 16 disques d'or, dont 6 disques d'or en Australie et 6 disques d'or en Nouvelle-Zélande. Elle est au sommet de sa gloire au milieu des années 1970. Allan Carr lui offre  le rôle principal dans la version cinématographique à succès de la comédie musicale Grease, aux côtés de John Travolta. Par contre, ses ventes déclinent. Elle quitte Capitol pour MCA Records, au début des années 1980. En 2002, elle annonce qu'elle se retire de la scène. La même année, elle quitte sa résidence de Santa Monica, en Californie, pour retourner dans son Australie natale afin de passer du temps avec sa famille, vivant d'abord sur l'île Norfolk avant de s'installer à Sydney.

### Maladie et décès
Atteinte depuis plusieurs décennies de la maladie d'Addison, elle est également en 2015  diagnostiquée comme atteinte de démence. Elle meurt fin septembre 2020, à 78 ans,.
Un biopic sur la vie d'Helen Reddy, I Am Woman, réalisé par Unjoo Moon avec Tilda Cobham-Hervey dans le rôle d'Helen Reddy, est sorti en 2019.

## Discographie
- 1971 : I Don't Know How to Love Him
- 1971 : Helen Reddy
- 1972 : I Am Woman
- 1973 : Long Hard Climb
- 1974 : Love Song for Jeffrey
- 1974 : Free and Easy
- 1975 : No Way to Treat a Lady
- 1976 : Music, Music
- 1977 : Ear Candy
- 1978 : We'll Sing in the Sunshine
- 1979 : Live in London
- 1979 : Reddy
- 1980 : Take What You Find
- 1981 : Play Me Out
- 1983 : Imagination
- 1990 : Feel So Young
- 1998 : Center Stage
- 2000 : The Best Christmas Ever

## Filmographie

### comme actrice
- 1974 : 747 en péril (Airport 1975) : Sœur Ruth
- 1976 : Celebration: The American Spirit (télévision)
- 1977 : Peter et Elliott le dragon (Pete's Dragon) de Don Chaffey : Nora
- 1978 : Sgt. Pepper's Lonely Hearts Club Band : Our Guests at Heartland
- 1987 : Disorderlies (en) de Michael Schultz : Happy socialite
- 2010 : The Perfect Host : Cathy Knight

### comme compositrice
- 1973 : The Helen Reddy Show (série télé)

## Reprises
- The Fool on the Hill dans le documentaire de 1976 All This and World War II.
- Delta Dawn, 1973

## Distinction
- Grammy Award de la meilleure chanteuse pop ou de variété en 1973 pour I Am Woman.